# Raphaël (informatique)
Pour les articles homonymes, voir Raphaël (homonymie).
Raphaël est une bibliothèque JavaScript permettant de produire des applications internet en SVG et du VML. Le support de ces deux formats permet de le rendre compatible avec tous les navigateurs récents, dont Internet Explorer à partir de sa version 6.